# HMS Victory (1559)
HMS Victory (z ang. "Zwycięstwo") – angielski XVI-wieczny galeon, okręt flagowy Johna Hawkinsa podczas walk z hiszpańską Wielką Armadą w 1588 roku. Zakupiony na początku panowania królowej Elżbiety I w roku 1560, był pierwszym okrętem Royal Navy noszący tę nazwę.

## Historia
Początkowo noszący nazwę "Great Christopher", został zbudowany jako statek handlowy należący do Anthony'ego Hickmana i Edwarda Castlyna z Londynu. 14 marca 1560 roku został zakupiony przez królową Elżbietę I i wcielony do Marynarki Królewskiej (oficjalna nazwa "Royal Navy" pojawia się dopiero w 1660). W tym samym roku nazwę okrętu zmieniono na "Victory".
W październiku 1562 roku "Victory" brał udział w zajęciu francuskiego portu Hawr (Elżbieta I chciała wymienić to miasto na Calais, które Anglia utraciła kilka lat wcześniej). Hawru nie udało się jednak utrzymać z powodu epidemii i w lipcu 1563 roku "Victory" wziął udział w ewakuacji resztek angielskiego garnizonu.
W 1586 "Victory" został przebudowany, pod kierunkiem Skarbnika i Nadzorcy Floty Johna Hawkinsa, na galeon "strzyżony" (razee) w celu poprawienia właściwości morskich (podobnie uczyniono z innymi galeonami starego typu w obliczu spodziewanej hiszpańskiej inwazji).
W 1588 roku "Victory", dowodzony przez Johna Hawkinsa, wszedł w skład eskadry z Plymouth, znajdującej się pod flagą głównodowodzącego angielską flotą Lorda Wysokiego Admirała Charlesa Howarda. 1 sierpnia 1588 okręty eskadry Hawkinsa ("Victory" i "Golden Lion") przechwyciły uszkodzony i porzucony hiszpański okręt "San Salvador", na którym zdobyto duże zapasy prochu. Następnego dnia u wybrzeży Portland Bill "Victory" towarzyszył flagowemu okrętowi Howarda "Ark Royal" podczas starcia z jego hiszpańskim odpowiednikiem "San Martin". W bitwie pod Gravelines 8 sierpnia "Victory" ponownie starł się z okrętem flagowym Hiszpanów, ostrzeliwując "San Martin" wraz z "Revenge" Drake'a oraz "Triumph" Frobishera i poważnie go uszkadzając.
W 1600 roku "Victory" pełnił rolę okrętu strażniczego w porcie Tilbury (hrabstwo Essex).
W 1606 zapadła decyzja o przebudowie okrętu i w tym celu został on przebazowany z Chatham do Woolwich nad Tamizą, ale ostatecznie "Victory" został rozebrany w 1608 bez odbudowywania. Miał być bowiem zastąpiony przez całkowicie nowy duży okręt (późniejszy "Prince Royal").